# Joyner Lucas
Gary Maurice Lucas, Jr. (Worcester (Massachusetts), 17 de agosto de 1988), conocido profesionalmente como Joyner Lucas, es un Cantante, Rapero, Actor, Compositor y Poeta estadounidense.

## Antecedentes
Lucas recibió una exposición generalizada después del lanzamiento de su sencillo "Ross Capicchioni" en 2015.

## Primeros años
Gary Maurice Lucas, Jr. nació el 17 de agosto de 1988 en Worcester, Massachusetts. Lucas comenzó a rapear a la edad de 10 años. Lucas mencionó tener una madre blanca y un padre negro en su canción "Half Nigga".
El asistió al South High Community School en Worcester, Massachusetts.

## Carrera musical
Joyner Lucas comenzó a grabar bajo el nombre de G-Storm. En 2007, cambió su nombre artístico a "Future Joyner" y comenzó a trabajar con su tío, Cyrus tha Great, y formó un grupo llamado "Film Skool Rejekts". Lanzaron su mixtape, "Workprint: The Greatest Mixtape of All Time" en el mismo año. Lucas lanzó su primer mixtape bajo el nombre Future Joyner titulado Listen 2 Me en 2011. Después de que el rapero Future saltara a la fama, Lucas dejó de usar la palabra "Future" como nombre y continuó como Joyner Lucas. Luego lanzó otro álbum titulado LFO's (Low Frequency Oscillators) en octubre de 2013. Lucas lanzó su próximo mixtape Along Came Joyner el 5 de abril de 2015. Este mixtape contenía su aclamado "Ross Capicchioni". Después del éxito de la canción, Lucas apareció en el Cypher 2015 BET Hip-Hop Awards, el cypher originalmente fue incluido en Internet Only, hasta que los productores lo escucharon e incluyeron en los cyphers" en vivo.
Lucas firmó con Atlantic Records el 21 de septiembre de 2016. Lucas lanzó un proyecto titulado 508-507-2209 el 16 de junio de 2017, con Atlantic Records. El mixtape figuraba en el puesto n° 7 en los Heatseekers Albums de Billboard y contenía los sencillos "I'm Sorry", "Ultrasound", "Just Like You" y "Winter Blues". Desde 2016 Lucas también se ha hecho conocido por remezclar canciones populares de hip hop.
El 28 de noviembre de 2017 Lucas lanzó su sencillo "I'm Not Racist", en su cuenta de YouTube y rápidamente se convirtió en algo viral y a su vez aclamado por la crítica. La canción controvertida rapea sobre raza y sociedad, y las relaciones raciales desde la perspectiva de un hombre blanco y un hombre negro. El video fue nominado para el Premio Grammy al mejor video musical en los 61.ª edición de los Premios Grammy, pero perdió frente a Childish Gambino y su canción This Is America. Lucas y el cantante Chris Brown anunciaron su proyecto de colaboración, titulado Angels & Demons el 25 de febrero de 2018 con un sencillo titulado "Stranger Things" estrenado unos días después. El 1 de abril de 2018 Lucas lanzó su sencillo titulado "Frozen", una canción centrada en diferentes formas de conducción imprudente. El próximo sencillo del mixtape colaborativo "Angels and Demons" fue "I Don't Die" y se estrenó el 2 de mayo.
El 31 de julio de 2018 Lucas anunció que se vio obligado a cancelar los shows de su gira "I'm a Big Deal" en Australia y Europa debido a la ronquera y laringitis. Lucas apareció en "Lucky You", una canción perteneciente al décimo álbum de Eminem, Kamikaze. La canción debutó en el número 6 en Billboard Hot 100, convirtiéndose en la primera canción de Joyner en ingresar entre los 10 primeros puestos de la lista. El 12 de octubre de 2018 Lucas anunció que lanzaría su álbum debut de estudio titulado ADHD. También anunció un sencillo del álbum que se lanzaría el miércoles siguiente. La canción, titulada "I Love", fue estrenado como el sencillo principal de ADHD, que se lanzó el 27 de marzo de 2020. Fue precedido por nueve sencillos desde octubre de 2018 hasta marzo de 2020, el tiempo anterior al lanzamiento.

## Arte
Lucas ha citado a varios artistas como influencias en su música, pero cita a Eminem como su mayor influencia musical. También reveló que fue influenciado por Will Smith en su canción "Will".

## Vida personal
Joyner Lucas comparte un hijo llamado Joyner Messiah Lucas con Carmen Julissa Ayala. Los dos tenían una relación romántica. Joyner cuenta la historia de la concepción de su hijo en su canción "Forever" en su mixtape 508-507-2209. Joyner Messiah Lucas nació el 20 de febrero de 2016. Se lo menciona en muchas de sus canciones, también hace cameos en los videos musicales de Joyner Lucas. Más recientemente, interpretó al hijo de Will Smith, Jaden Smith, en el video de Joyner Lucas titulado Will.
Lucas ha revelado que el título de su álbum "ADHD" proviene del hecho de que le diagnosticaron ADHD cuando era niño. Explicó que las personas que lo rodeaban (incluso sus propios padres) lo hicieron sentir como si no fuera normal y como resultado lo trataron de manera diferente. Eventualmente, actuaría y sería enviado a una escuela alternativa después de la expulsión.

## Premios y nominaciones

### Grammy Awards
Los Grammy Awards se llevan a cabo anualmente por la Academia Nacional de Artes y Ciencias de la Grabación. Joyner tiene dos nominaciones al Grammy juntas.
| Premios Grammy | Premios Grammy   | Premios Grammy       | Premios Grammy | Premios Grammy |
| Año            | Categoría        | Trabajo nominado     | Resultado      | Ref.           |
| -------------- | ---------------- | -------------------- | -------------- | -------------- |
| 2019           | "I'm Not Racist" | Mejor vídeo musical  | Nominado       | [ 34 ]         |
| 2019           | "Lucky You"      | Mejor canción de rap | Nominado       | [ 34 ]         |

## Discografía

### Álbumes de estudio
| Título    | Detalles del álbum                                                                                             | Mejor posición en rankings | Mejor posición en rankings | Mejor posición en rankings | Mejor posición en rankings | Mejor posición en rankings | Mejor posición en rankings | Mejor posición en rankings | Mejor posición en rankings | Mejor posición en rankings | Mejor posición en rankings |
| Título    | Detalles del álbum                                                                                             | US                         | AUS                        | BEL (FL)                   | CAN                        | NLD                        | GER                        | IRE                        | NZ                         | NOR                        | UK                         |
| --------- | --- | -------------------------- | -------------------------- | -------------------------- | -------------------------- | -------------------------- | -------------------------- | -------------------------- | -------------------------- | -------------------------- | -------------------------- |
| ADHD      | - Estreno: 27 de marzo de 2020 - Sello discográfico: Twenty Nine Music Group - Formato: CD, descarga digital   | 10                         | 9                          | 25                         | 9                          | 43                         | 65                         | 12                         | 10                         | 33                         | 16                         |
| Evolution | - Estreno: 23 de octubre de 2020 - Sello discográfico: Twenty Nine Music Group - Formato: CD, descarga digital | —                          | —                          | —                          | —                          | —                          | —                          | —                          | —                          | —                          | —                          |

### Mixtapes
| Título                           | Detalles del álbum                                                                               | Mejor posición en rankings |
| Título                           | Detalles del álbum                                                                               | US Heat                    |
| -------------------------------- | ------------------------------------------------------------------------------------------------ | -------------------------- |
| Listen 2 Me (como Future Joyner) | - Estreno: 2011 - Sello discográfico: Dead Silence - Formato: CD, descarga digital               | —                          |
| Low Frequency Oscillators        | - Estreno: 2012 - Sello discográfico: Dead Silence - Formato: CD, descarga digital               | —                          |
| Along Came Joyner                | - Estreno: 5 de abril de 2015 - Sello discográfico: Dead Silence - Formato: CD, descarga digital | —                          |
| 508-507-2209                     | - Estreno: 16 de junio de 2017 - Sello discográfico: Atlantic - Formato: CD, descarga digital    | 7                          |

### Mixtapes en colaboración
| Título                                                                   | Detalles del álbum                                                             |
| ------------------------------------------------------------------------ | ------------------------------------------------------------------------------ |
| Workprint: The Greatest Mixtape of All Time (junto a Film Skool Rejekts) | - Estreno: 2007 - Sello discográfico: Sello propio - Formato: Descarga digital |

### Sencillos

#### Como artista principal
| Título                                           | Año  | Mejor posición en rankings | Mejor posición en rankings | Mejor posición en rankings | Mejor posición en rankings | Mejor posición en rankings | Mejor posición en rankings | Certificaciones | Álbum             |
| Título                                           | Año  | US                         | US R&B/HH                  | AUS                        | CAN                        | IRE                        | NZ                         | Certificaciones | Álbum             |
| ------------------------------------------------ | ---- | -------------------------- | -------------------------- | -------------------------- | -------------------------- | -------------------------- | -------------------------- | --------------- | ----------------- |
| "F*ck Your Feelings"                             | 2014 | —                          | —                          | —                          | —                          | —                          | —                          |                 |                   |
| "Finally Home" (junto a Trae tha Truth)          | 2014 | —                          | —                          | —                          | —                          | —                          | —                          |                 |                   |
| "Intervention"                                   | 2014 | —                          | —                          | —                          | —                          | —                          | —                          |                 |                   |
| "Ross Capicchioni"                               | 2015 | —                          | —                          | —                          | —                          | —                          | —                          |                 | Along Came Joyner |
| "Half Nigga"                                     | 2015 | —                          | —                          | —                          | —                          | —                          | —                          |                 | Along Came Joyner |
| "I'm Sorry"                                      | 2016 | —                          | —                          | —                          | —                          | —                          | —                          |                 | 508-507-2209      |
| "Happy Birthday"                                 | 2016 | —                          | —                          | —                          | —                          | —                          | —                          |                 |                   |
| "Say Hello to Adele"                             | 2016 | —                          | —                          | —                          | —                          | —                          | —                          |                 |                   |
| "Ultrasound"                                     | 2017 | —                          | —                          | —                          | —                          | —                          | —                          |                 | 508-507-2209      |
| "Just Like You"                                  | 2017 | —                          | —                          | —                          | —                          | —                          | —                          |                 | 508-507-2209      |
| "Winter Blues"                                   | 2017 | —                          | —                          | —                          | —                          | —                          | —                          |                 | 508-507-2209      |
| "I'm Not Racist"                                 | 2017 | —                          | —                          | —                          | —                          | —                          | —                          | - RIAA: Oro     |                   |
| "Stranger Things" (con Chris Brown)              | 2018 | 91                         | 46                         | 99                         | 75                         | —                          | —                          | - RIAA: Oro     | Angels & Demons   |
| "Frozen"                                         | 2018 | —                          | —                          | —                          | —                          | —                          | —                          |                 |                   |
| "I Don't Die" (junto a Chris Brown)              | 2018 | —                          | —                          | —                          | —                          | —                          | —                          |                 | Angels & Demons   |
| "I Love"                                         | 2018 | —                          | —                          | —                          | 77                         | 78                         | —                          | - RIAA: Oro     | ADHD              |
| "Just Let Go" (with Chris Brown)                 | 2019 | —                          | —                          | —                          | —                          | —                          | —                          |                 | Angels & Demons   |
| "Devil's Work"                                   | 2019 | —                          | 46                         | —                          | —                          | 72                         | —                          |                 | ADHD              |
| "ISIS" (junto a Logic)                           | 2019 | 59                         | 24                         | 41                         | 39                         | 26                         | 28                         |                 | ADHD              |
| "Broke and Stupid"                               | 2019 | —                          | —                          | —                          | —                          | 100                        | —                          |                 | ADHD              |
| "10 Bands" (junto a Timbaland)                   | 2019 | —                          | —                          | —                          | —                          | —                          | —                          |                 | ADHD              |
| "ADHD"                                           | 2019 | —                          | —                          | —                          | —                          | —                          | —                          |                 | ADHD              |
| "Revenge"                                        | 2020 | —                          | —                          | —                          | —                          | —                          | —                          |                 | ADHD              |
| "Lotto" (solo o remix junto a Yandel and G-Eazy) | 2020 | —                          | —                          | —                          | —                          | —                          | —                          |                 | ADHD              |
| "Will"                                           | 2020 | —                          | 48                         | —                          | —                          | 79                         | —                          |                 | ADHD              |

#### Como artista destacado
| Título                                                                                          | Año  | Mejor posición en rankings | Mejor posición en rankings | Mejor posición en rankings | Mejor posición en rankings | Mejor posición en rankings | Mejor posición en rankings | Mejor posición en rankings | Certificaciones                                      | Álbum               |
| Título                                                                                          | Año  | US                         | AUS                        | CAN                        | IRL                        | NZ                         | SWE                        | UK                         | Certificaciones                                      | Álbum               |
| ----------------------------------------------------------------------------------------------- | ---- | -------------------------- | -------------------------- | -------------------------- | -------------------------- | -------------------------- | -------------------------- | -------------------------- | ---------------------------------------------------- | ------------------- |
| "Tec in the Church" (Jarren Benton junto a Locksmith y Joyner Lucas)                            | 2016 | —                          | —                          | —                          | —                          | —                          | —                          | —                          |                                                      | Slow Motion, Vol. 2 |
| "Deserve" (Kyle Bent junto a Joyner Lucas)                                                      | 2016 | —                          | —                          | —                          | —                          | —                          | —                          | —                          |                                                      |                     |
| "Sriracha" (Tech N9ne junto Logic y Joyner Lucas)                                               | 2016 | —                          | —                          | —                          | —                          | —                          | —                          | —                          |                                                      | The Storm           |
| "Lifestyle" (Kyle Bent featuring Joyner Lucas)                                                  | 2017 | —                          | —                          | —                          | —                          | —                          | —                          | —                          |                                                      |                     |
| "Don't Run" (Statik Selektah junto a Joyner Lucas)                                              | 2017 | —                          | —                          | —                          | —                          | —                          | —                          | —                          |                                                      | 8                   |
| "Run It" (Meek Mill junto a Joyner Lucas)                                                       | 2017 | —                          | —                          | —                          | —                          | —                          | —                          | —                          |                                                      |                     |
| "Ain't My Girlfriend" (Too Short junto a Ty Dolla Sign, Jeremih, French Montana y Joyner Lucas) | 2018 | —                          | —                          | —                          | —                          | —                          | —                          | —                          |                                                      | The Pimp Tape       |
| "Lucky You" (Eminem junto a Joyner Lucas)                                                       | 2018 | 6                          | 4                          | 3                          | 7                          | 2                          | 3                          | 6                          | - ARIA: Platino - MC: Platino - BPI: Oro - RMNZ: Oro | Kamikaze            |
| "We're Tired" (The Blancos featuring Joyner Lucas)                                              | 2018 | —                          | —                          | —                          | —                          | —                          | —                          | —                          |                                                      |                     |

### Otras canciones clasificadas
| Título                          | Año  | Mejor posición en rankings | Álbum |
| Título                          | Año  | NZ Hot                     | Álbum |
| ------------------------------- | ---- | -------------------------- | ----- |
| "The War" (junto a Young Thug)  | 2020 | 26                         | ADHD  |
| "Finally" (junto a Chris Brown) | 2020 | 21                         | ADHD  |

### Remixes
- Desiigner – "Panda" (titulado "Kill The Panda")
- Future – "Mask Off" (titulado "Mask On")
- Kendrick Lamar – "DNA"
- Lil Pump – "Gucci Gang"
- 21 Savage – "Bank Account"
- BlocBoy JB y Drake – "Look Alive"
- Meek Mill y Tory Lanez – "Litty"
- Kodak Black, Travis Scott y Offset – "Zeze"
- DaBaby – "Suge" (con Tory Lanez)
- XXXTentacion - "NorthStar (Remix)" (con XXXTentacion)
- Joyner Lucas - "Lotto" (con Yandel y G-Eazy)
- Hamilton - "Hurricane" (titulado "Wrote My Way Out" con Black Thought, Aloe Blacc y Royce da 5'9)

### Apariciones como invitado
| Título | Año  | Álbum             |
| --- | ---- | ----------------- |
| "Wrote My Way Out" (Remix) (Lin-Manuel Miranda junto a Royce da 5'9", Black Thought, Joyner Lucas y Aloe Blacc) | 2018 | Hamilton Mixtape  |
| "Need a Stack" (Chris Brown junto a Lil Wayne y Joyner Lucas)                                                   | 2019 | Indigo            |
| "NorthStar (Remix)" (XXXTentacion junto a Joyner Lucas)                                                         | 2019 | Bad Vibes Forever |